# Archidiecezja Edmonton

Herb archidiecezji.

Archidiecezja edmontońska (łac.: Archidioecesis Edmontonensis) – rzymskokatolicka archidiecezja kanadyjska położona w południowo-zachodniej części kraju, obejmująca swoim zasięgiem centralną część terytorium prowincji Alberta. Siedziba arcybiskupa znajduje się w katedrze św. Józefa w Edmonton.

## Historia
Archidiecezja Edmonton wywodzi się z diecezji Saint Albert erygowanej 22 września 1871 r. przez papieża Piusa IX jako sufragania archidiecezji Quebecu. Diecezja powstała poprzez wyłączenie z terytorium diecezji Saint Boniface.
30 listopada 1912 r. z terytorium diecezji Saint Albert wydzielono diecezję Calgary, jednocześnie diecezja Saint Albert została przez papieża Piusa X podniesiona do rangi archidiecezji pod nową nazwą archidiecezji Edmonton.
17 lipca 1948 r. z terytorium archidiecezji Edmonton wydzielono diecezję Saint Paul.

## Biskupi i arcybiskupi

### Ordynariusze

#### Biskupi Saint Albert
- Vital-Justin Grandin, OMI (1871–1902)
- Emile Joseph Legal, OMI (1902–1912)

#### Arcybiskupi Edmonton
- Emile Joseph Legal, OMI (1912–1920)
- Henry Joseph O’Leary (1920–1938)
- John Hugh MacDonald (1938–1964)
- Anthony Jordan, OMI (1964–1973)
- Joseph MacNeil (1973–1999)
- Thomas Collins (1999–2006), następnie arcybiskup Toronto
- Richard William Smith (2007–2025), następnie arcybiskup Vancouver

### Biskupi pomocniczy
- Gregory Bittman, biskup tytularny Caltadria (2012-2018)